# King Musical Instruments
King Musical Instruments — американская компания, занимающаяся производством духовых музыкальных инструментов и принадлежностей к ним. Существовала как самостоятельное предприятие под названием H.N.White Company с момента создания в 1893 году до 1965 года. В настоящее время является подразделением корпорации Conn-Selmer.

## История
Примером настоящей дружбы, основанной на любви к музыке, может служить история создания первого тромбона King. Своими корнями она уходит в 1893 год — времена, когда воскресные концерты духовых оркестров в парках были неотъемлемой частью жизни американцев. Призывные звуки труб вызывали у слушателей трепетное волнение даже на значительном расстоянии. В те годы музыкой увлекались многие в Америке, но лишь для некоторых она значила больше, чем приятные прогулки в парке.
Хендерсон Уайт, основатель компании «H. N. White Company», которая позже получила новое название «King Musical Instruments», в молодости увлекался музыкой и театром. Он владел небольшой мастерской по ремонту музыкальных инструментов, которая располагалась в Кливленде, штат Огайо, и был хорошо знаком со многими музыкантами. Одним из самых известных музыкантов был Томас Кинг, первый тромбонист оркестра театра Lyceum. Он убедил Хендерсона Уайта заняться разработкой нового тромбона и принял активное участие в этой деятельности. Многие месяцы кропотливого труда увенчались успехом. Уайт создал принципиально новый тромбон, который отличался улучшенной кулисой и потрясающими тембральными характеристиками. В честь друга Уайт назвал свой тромбон «King».

### Создание инструментов
Успешное создание тромбона вдохновило Хендерсона Уайта на разработку других духовых инструментов. Сначала он запатентовал новый серебряный корнет, который моментально завоевал признание, а потом пришла очередь труб, валторн, эуфониумов и двухраструбных эуфониумов. Созданная линейка современных инструментов послужила прочным основанием новой компании. Хендерсон Уайт стремился изготавливать безупречные, совершенные музыкальные инструменты, которые помогали бы музыкантам раскрывать свой артистический потенциал. Вся деятельность предприятия, особенно работа над созданием новых инструментов, была подчинена этой цели. В серийное производство поступали только инструменты с непревзойденными качественными характеристиками. Хендерсон Уайт первым применил чистое серебро для производства раструбов корнетов, труб и тромбонов. Это нововведение оказалось очень удачным. Звучание серебряных инструментов отличалось более богатой палитрой обертонов и силой.
В первые десятилетия существования компании Хендерсон Уайт работал вместе с мастерами, чтобы своевременно выявлять недостатки разрабатываемых инструментов, в том числе своих. Он требовал устранять все погрешности без исключений. Уайт спонсировал создание духового оркестра из 12-ти инструментов, который три раза в неделю давал концерты на фабрике. Задача оркестра состояла не только в поддержании хорошего настроения сотрудников, но также в постоянном тестировании инструментов. Уайт критически слушал игру музыкантов, а затем обсуждал с ними замечания и пожелания, касающиеся улучшения инструментов.
В 1916 году предприятие H.N. White разработало первую линейку саксофонов. Эти инструменты предназначались для военных оркестров. В 1917 году был открыт завод по производству деревянных духовых инструментов. В 1935 году предприятие наладило выпуск струнных инструментов.
За свою жизнь Хендерсон Уайт создал двадцать восемь музыкальных инструментов, в том числе полную линейку басовых духовых, которые были удобны в игре и отличались высокой надежностью.

### Дальнейшее развитие
После смерти Хендерсона Уайта в 1940 году руководство фабрикой перешло к его жене, Эдне Уайт. Она являлась бессменным директором предприятия на протяжении 25-ти лет. Дочь Хендерсонов, Эдна, вышла замуж за сына создателя фабрики Ludwig, занимавшейся производством барабанов и ударных установок.
В 1965 г. Компания H.N.White была продана группе инвесторов, которые выразили готовность продолжать её развитие в духе идеалов и философии семьи Уайт. Программа расширения производства продолжалась. Было принято решение, что наибольшей эффективности можно будет добиться в случае объединения с более крупным предприятием. Поэтому в 1966 г. компания King объединилась с корпорацией Seeburg, одним из ведущих производителей продукции для сферы развлечений. После слияния название компании H. N. White было изменено на King Musical Instruments.

## Современное состояние
В настоящее время King Musical Instruments является подразделением корпорации Conn-Selmer, Inc.
В 2009 г. корпорация Conn-Selmer стала партнером военного оркестра Blue Devils Drum and Bugle Corps из г. Конкорд, штат Калифорния. Этот оркестр на протяжении последних 29 лет входит в список пяти лучших военных оркестров Высшей лиги Международного чемпионата маршевых оркестров Drums Corps International, является многократным победителем различных чемпионатов. С октября 2009 г. оркестр использует исключительно духовые инструменты серии King Ultimate Marching Brass.
В течение многолетней деятельности компании эндорсерами King Musical Instruments являлись Томми Дорси (Tommy Dorsey), Джимми Дорси, Вильям Белл, Рей Энтони, Вон Монро, Джонни «Скэт» Дейвис, Харри Джеймс, Нат Аддерли, Кай Уиндинг, Юзеф Латиф, Кэнонбол Аддерли, Мел Дейвис и другие.

## Некоторые инструменты
| Инструмент                    | Модель | Серия                         |
| ----------------------------- | ------ | ----------------------------- |
| Корнет                        | 2220   | King «Legend»                 |
| Флюгельгорн                   | 2020   | King «Legend»                 |
| Тромбон помповый              | 2166   | King "3B                      |
| Тромбон теноровый             | 2102   | King «Legend 2B»              |
| Тромбон теноровый             | 2102L  | King «Legend Jiggs Wigham 2B» |
| Тромбон теноровый             | 2102PL | King «Legend 2B+»             |
| Тромбон теноровый             | 2103   | King «Legend 3B»              |
| Тромбон теноровый             | 2103PL | King «Legend 3B+»             |
| Тромбон теноровый             | 2104   | King «Legend 4B»              |
| Баритон                       | 2266   | King «Artist»                 |
| Эуфониум                      | 2280   | King «Legend Soloist»         |
| Туба 3-хпомповая in Bb        | 2340   | King                          |
| Туба 4-хпомповая in Bb        | 2341   | King                          |
| Саксофон медный               | 2350   | King                          |
| Саксофон медно-фиберглассовый | 2360   | King                          |
| Саксофон фибергласовый in Bb  | 2370   | King                          |

| Инструмент        | Модель | Серия        |
| ----------------- | ------ | ------------ |
| Труба in Bb       | 601    | King         |
| Корнет            | 603    | King         |
| Корнет            | 605W   | King         |
| Тромбон теноровый | 606    | King         |
| Тромбон теноровый | 306    | King «Tempo» |

| Инструмент        | Модель | Серия         |
| ----------------- | ------ | ------------- |
| Труба маршевая    | 1117   | King Ultimate |
| Меллофон маршевый | 1121   | King Ultimate |
| Валторна маршевая | 1122   | King Ultimate |
| Баритон маршевый  | 1124   | King Ultimate |
| Баритон маршевый  | 1127   | King Ultimate |
| Эуфониум маршевый | 1129   | King Ultimate |
| Туба маршевая     | 1151   | King Ultimate |

| Инструмент            | Модель | Серия |
| --------------------- | ------ | ----- |
| Трансформируемая туба | 1140M  | King  |

| мундштуки         |
| средства по уходу |
| прочее            |